# Dolné Kočkovce
Dolné Kočkovce (hongrois : Alsókocskóc) est un village de Slovaquie situé dans la région de Trenčín.

## Histoire
La première mention écrite du village date de 1332.

## Démographie

### Évolution de la population
| Année:               | 1994. | 2004.   | 2014.   | 2024.   |
| -------------------- | ----- | ------- | ------- | ------- |
| Nombre de personnes: | 1158  | 1196    | 1226    | 1177    |
| Différence:          |       | +3,28 % | +2,50 % | -3,99 % |

| Année:               | 2023. | 2024.   |
| -------------------- | ----- | ------- |
| Nombre de personnes: | 1176  | 1177    |
| Différence:          |       | +0,08 % |